# Pseudothysanoes
Pseudothysanoes är ett släkte av skalbaggar. Pseudothysanoes ingår i familjen vivlar.

## Dottertaxa tillPseudothysanoes, i alfabetisk ordning[1]
- Pseudothysanoes abbreviatus
- Pseudothysanoes acaciae
- Pseudothysanoes acacicolens
- Pseudothysanoes acares
- Pseudothysanoes amassius
- Pseudothysanoes aquilus
- Pseudothysanoes arbuti
- Pseudothysanoes argentiniae
- Pseudothysanoes atomus
- Pseudothysanoes barberi
- Pseudothysanoes bartoni
- Pseudothysanoes bellus
- Pseudothysanoes brunneus
- Pseudothysanoes bullatus
- Pseudothysanoes caritus
- Pseudothysanoes colombianus
- Pseudothysanoes concentralis
- Pseudothysanoes coniferae
- Pseudothysanoes contrarius
- Pseudothysanoes coracinus
- Pseudothysanoes costatus
- Pseudothysanoes crassinus
- Pseudothysanoes cuspidis
- Pseudothysanoes dimorphus
- Pseudothysanoes dislocatus
- Pseudothysanoes drakei
- Pseudothysanoes excavatus
- Pseudothysanoes fimbriatus
- Pseudothysanoes frondicolens
- Pseudothysanoes funebris
- Pseudothysanoes funereus
- Pseudothysanoes furvatus
- Pseudothysanoes furvescens
- Pseudothysanoes furvus
- Pseudothysanoes gambetti
- Pseudothysanoes graniticus
- Pseudothysanoes guevinae
- Pseudothysanoes heliura
- Pseudothysanoes hopkinsi
- Pseudothysanoes huachucae
- Pseudothysanoes insularis
- Pseudothysanoes isolatus
- Pseudothysanoes lecontei
- Pseudothysanoes leechi
- Pseudothysanoes mancus
- Pseudothysanoes mandibularis
- Pseudothysanoes mendicus
- Pseudothysanoes minor
- Pseudothysanoes minulus
- Pseudothysanoes mirus
- Pseudothysanoes mongolica
- Pseudothysanoes mucronatus
- Pseudothysanoes multispinatus
- Pseudothysanoes murilloi
- Pseudothysanoes obesus
- Pseudothysanoes peniculus
- Pseudothysanoes perseae
- Pseudothysanoes phoradendri
- Pseudothysanoes pini
- Pseudothysanoes plaumanni
- Pseudothysanoes plumalis
- Pseudothysanoes pumilus
- Pseudothysanoes quercicolens
- Pseudothysanoes quercinus
- Pseudothysanoes querneus
- Pseudothysanoes recavus
- Pseudothysanoes rigidus
- Pseudothysanoes securigerus
- Pseudothysanoes securus
- Pseudothysanoes sedulus
- Pseudothysanoes simplex
- Pseudothysanoes spicatus
- Pseudothysanoes spinatifer
- Pseudothysanoes spinatulus
- Pseudothysanoes spinatus
- Pseudothysanoes spinura
- Pseudothysanoes squameus
- Pseudothysanoes squamosus
- Pseudothysanoes subpilosus
- Pseudothysanoes subulatus
- Pseudothysanoes sulcatus
- Pseudothysanoes tenellus
- Pseudothysanoes thomasi
- Pseudothysanoes truncatus
- Pseudothysanoes tumidulus
- Pseudothysanoes turnbowi
- Pseudothysanoes unimodus
- Pseudothysanoes vallatus
- Pseudothysanoes verdicus
- Pseudothysanoes verticillus
- Pseudothysanoes vesculus
- Pseudothysanoes viscicolens
- Pseudothysanoes viscivorus
- Pseudothysanoes yuccae
- Pseudothysanoes yuccavorus